# Sergueï Tchikalkine
Sergueï Sergueïevitch Tchikalkine (en russe : Сергей Сергеевич Чикалкин), né le 11 décembre 1975 à Samara en République socialiste fédérative soviétique de Russie, est un joueur russe de basket-ball évoluant au poste de meneur.

## Biographie

### Palmarès
- Vainqueur de la coupe de Russie 2003 (UNICS Kazan) et 2004 (Ural Great Perm)
- Champion d'Italie 2002 (Benetton Trévise)
- Vainqueur de la supercoupe d'Italie 2002 (Benetton Trévise)
- Champion d'Ukraine 2005 (BK Kiev)
- Vainqueur de la NEBL 2001 (Ural Great Perm) et 2003 (UNICS Kazan)
- MVP de la superligue de Russie 2001